# André Jamet
André Jamet, né le 28 novembre 1906 à Grenoble et mort le 25 mars 1996 à Seyssins, est un skieur alpin et entrepreneur français. Il prend part aux Championnats du monde de ski alpin en 1933 et 1934. Il fonde parallèlement une entreprise de fabrication de matériels de sports et loisirs à Grenoble et accompagne le développement des pratiques touristiques devenant le leader européen de la caravane pliante.

## Palmarès

### Championnats du monde
| Épreuve / Édition          | Descente | Slalom | Combiné |
| Mondiaux 1933 Innsbruck    | 36e      | 36e    | 34e     |
| Mondiaux 1934 Saint-Moritz | 28e      | 26e    | 27e     |